# Karl-May-Festspiele

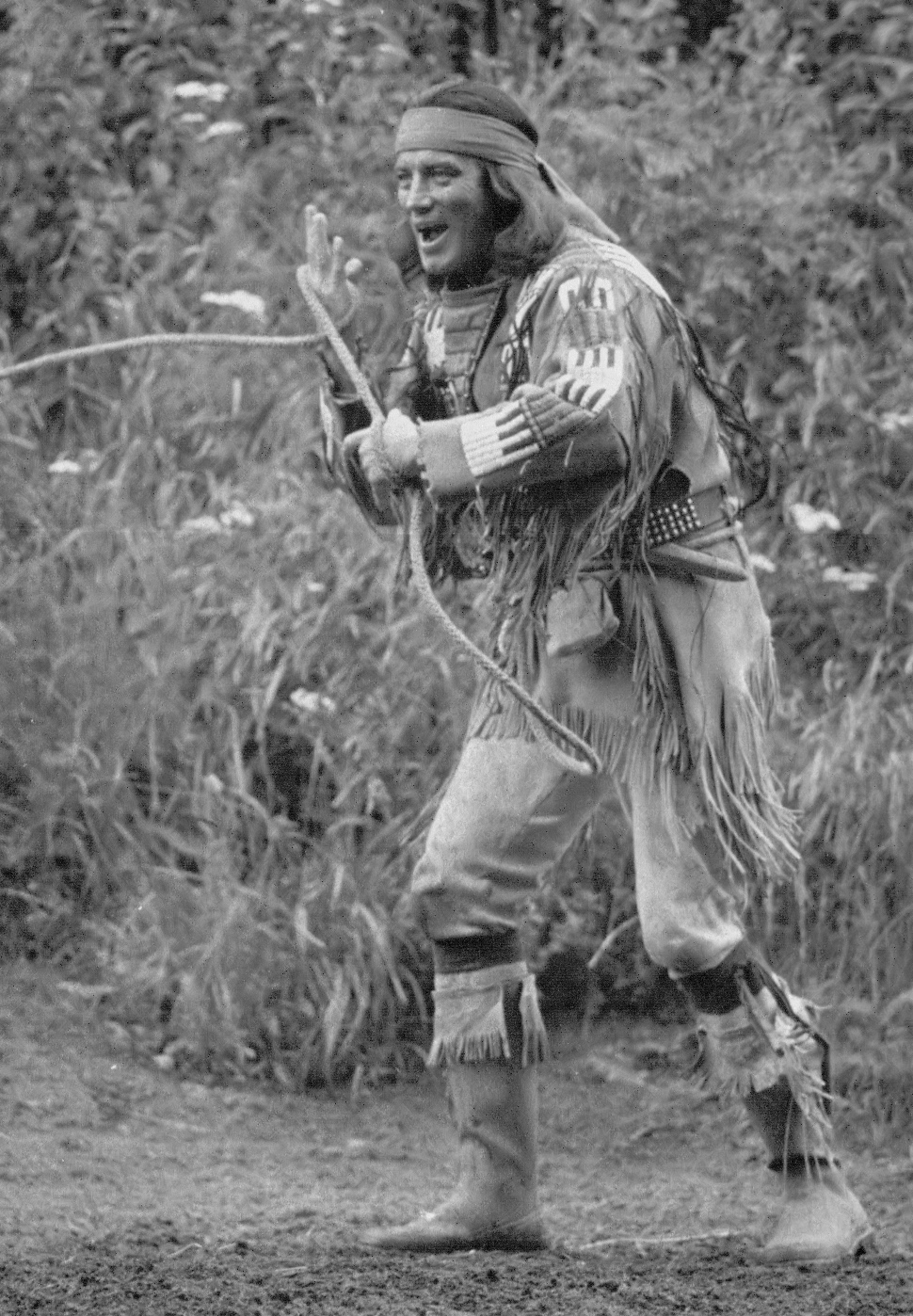
Pierre Brice als Winnetou in Elspe, ca. 1978

Karl-May-Festspiele oder Karl-May-Spiele sind Aufführungen von Dramatisierungen der Werke des deutschen Schriftstellers Karl May, die meist unter freiem Himmel stattfinden.
Karl-May-Festspiele gab es bereits vor dem und während des Zweiten Weltkriegs, so vor allem im sächsischen Rathen oder in Werder (Havel).

## Orte der Aufführungen

### Bekannteste Karl-May-Festspiele
- Karl-May-Spiele im schleswig-holsteinischen Bad Segeberg. Hier finden seit 1952 alljährlich Aufführungen im Freilichttheater am Kalkberg statt.
- Karl-May-Festspiele im sauerländischen Elspe (Elspe Festival), die bereits 1958 Karl May spielten und sich seit 1964 dieser Tradition verschrieben haben.
- Karl-May-Festtage im sächsischen Radebeul, die jedes Jahr im Mai stattfinden.
- Karl-May-Festspiele in Burgrieden bei Ulm, Baden-Württemberg. Die Festspiele finden seit 2014 in Burgrieden statt.
- Karl-May-Spiele in der Westernstadt Pullman City in Eging am See, Niederbayern.

### Weitere Karl-May-Aufführungen
(derzeit mehr als zehn Bühnen im gesamten deutschsprachigen Raum), teils nach Elsper oder Bad Segeberger Vorbild, gab oder gibt es in
- Karl-May-Spiele Bischofswerda
- Dasing (Süddeutsche Karl-May-Festspiele)
- Engelberg
- Gföhl
- Kirchberg am Wagram
- Mörschied
- Mülheim an der Ruhr (auf der Freilichtbühne, 1971)
- Pluwig
- Rathen (Karl-May-Stücke auf der Felsenbühne Rathen, seit 1938)
- Ratingen (am Blauen See, 1949 bis 1994)
- Twisteden
- Weitensfeld (1995 bis 2013)
- Winzendorf

Die Qualität und Bandbreite der Inszenierungen ist sehr unterschiedlich. Sie reicht vom Actionspektakel bis hin zum Kammerspiel.